# Stara Fabryka – oddział Muzeum Historycznego w Bielsku-Białej
Stara Fabryka – oddział Muzeum Historycznego w Bielsku-Białej gromadzący i udostępniający zbiory związane z historią przemysłu w mieście. Mieści się w dawnej fabryce włókienniczej braci Büttnerów (w okresie PRL część Zakładów Przemysłu Wełnianego „Bewelana”) przy placu Żwirki i Wigury 8. Placówka powstała w 1979 pod nazwą Muzeum Techniki Włókienniczej, w latach 1995–2013 działała jako Muzeum Techniki i Włókiennictwa. Znajduje się na Szlaku Zabytków Techniki Województwa Śląskiego.

## Historia

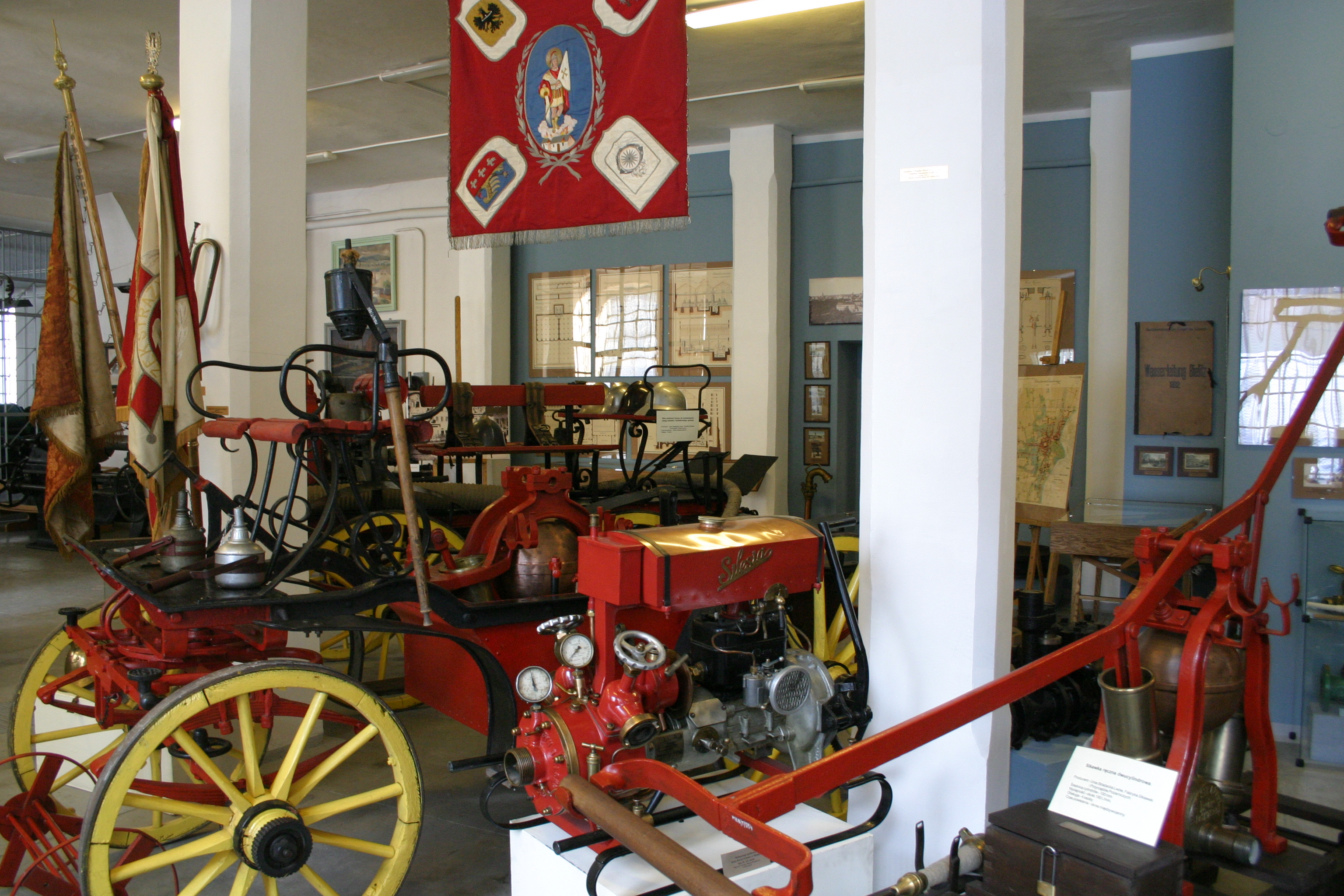
Ogień i woda – fragment ekspozycji stałej w 2006

Placówka powstała w 1979 pod nazwą „Muzeum Techniki Włókienniczej” jako oddział ówczesnego Muzeum Okręgowego. Podstawą zbiorów była dotychczasowa kolekcja działu tkactwa, którą stopniowo powiększano o maszyny i urządzenia pozyskiwane z miejscowych zakładów przemysłowych. W 1983 muzeum otrzymało w dzierżawę parter jednej z hal zakładów włókienniczych „Bewelana” z przeznaczeniem na swoją przyszłą siedzibę. Cztery lata później wydzierżawiono mu również piętro, a w 1989 otrzymało cały budynek na własność. Przez kilkanaście lat pozostawało jednak placówką w organizacji, której działalność skupiała się na gromadzeniu, inwentaryzowaniu i zabezpieczaniu eksponatów. Zmieniło się to dopiero w latach 90. XX wieku. W 1995 przyjęto nową nazwę „Muzeum Techniki i Włókiennictwa” akcentującą obecność również innych artefaktów niezwiązanych z przemysłem tekstylnym, a 2 grudnia 1996 otwarto dla zwiedzających ekspozycję stałą na parterze. W 1997 uruchomiona została również druga część wystawy na piętrze.
W 2010 oddano do użytku nową przestrzeń ekspozycyjną na poddaszu z przeznaczeniem na wystawy czasowe. W latach 2011–2012 przeprowadzono gruntowny remont budynku, po czym zorganizowano od podstaw nową ekspozycję stałą na parterze. Pod koniec 2013 dokonano kolejnej zmiany nazwy na „Stara Fabryka” w nawiązaniu do przeszłości obiektu, w którym mieści się muzeum.

## Siedziba

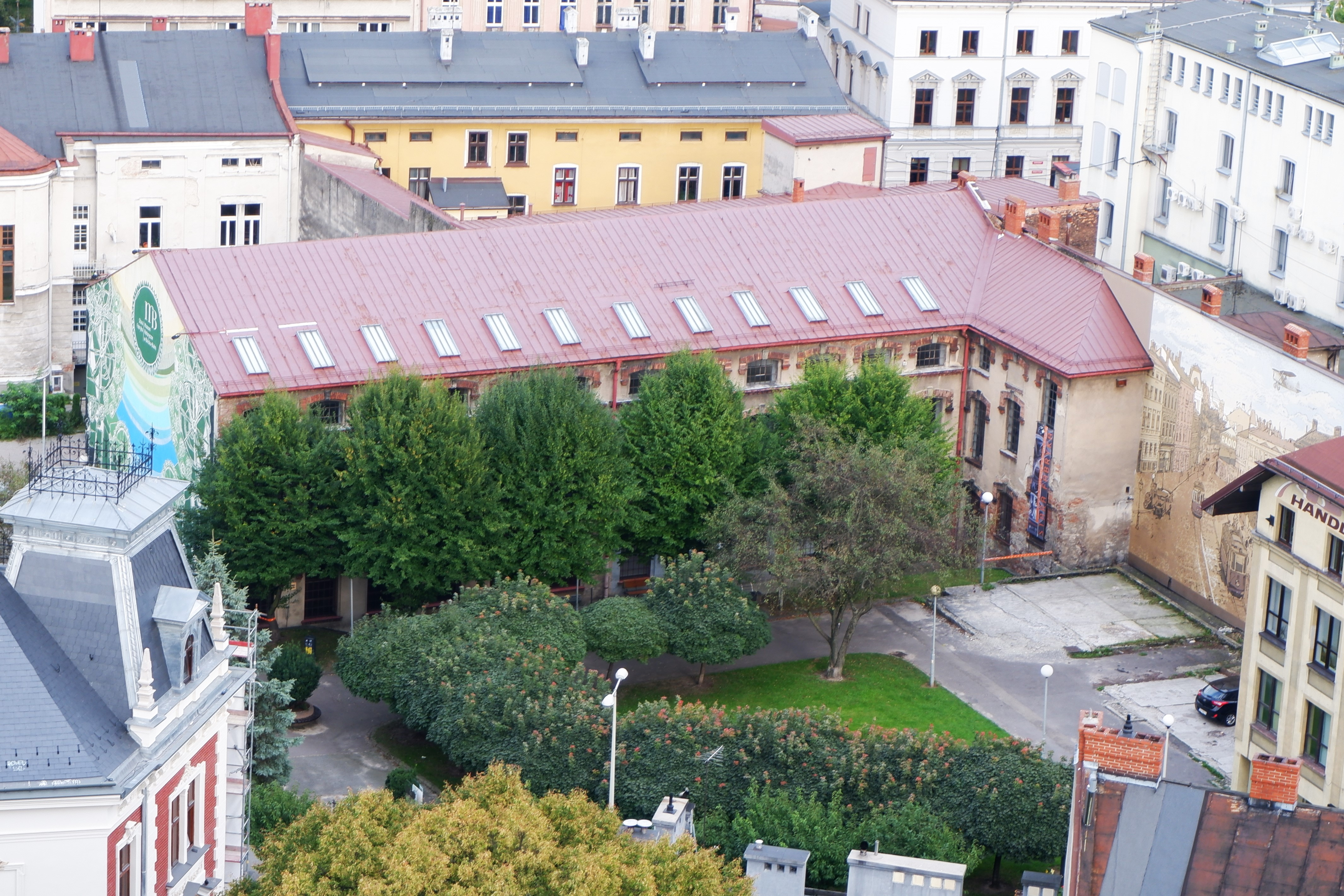
Widok na siedzibę muzeum z wieży katedry św. Mikołaja

Siedzibą muzeum jest poprzemysłowy budynek zlokalizowany na historycznym Żywieckim Przedmieściu, przy placu Żwirki i Wigury. Jego historia związana jest z działalnością fabryki włókienniczej Karl Büttner's Söhne założonej w 1887 przez braci Karla Theodora i Gustava Adolfa Büttnerów, która kontynuowała tradycje zakładu prowadzonego w tym miejscu wcześniej (od 1868) przez ich ojca Karla Traugotta Büttnera. Przedsiębiorstwo było stopniowo rozbudowywane. Najstarszą część kompleksu stanowił budynek od strony ulicy Pastornak (współcześnie 1 Maja), w którym ma dziś siedzibę Regionalny Ośrodek Kultury. W 1888 wzniesiono trzypiętrową halę od strony Mänhardtgasse (współcześnie ulica Sukiennicza). Budynek, w którym znajduje się obecnie muzeum, powstał w dwóch etapach. Północną jego część zbudowano w 1900 na działce odkupionej od Bielitz-Bialaer Leseverein (Bielsko-Bialskie Towarzystwo Czytelnicze) z przeznaczeniem na nową tkalnię. W latach 1906–1907, po zakupie od Ferdinanda Nipsa kolejnej sąsiadującej z fabryką nieruchomości, został on rozbudowany w kierunku południowym.

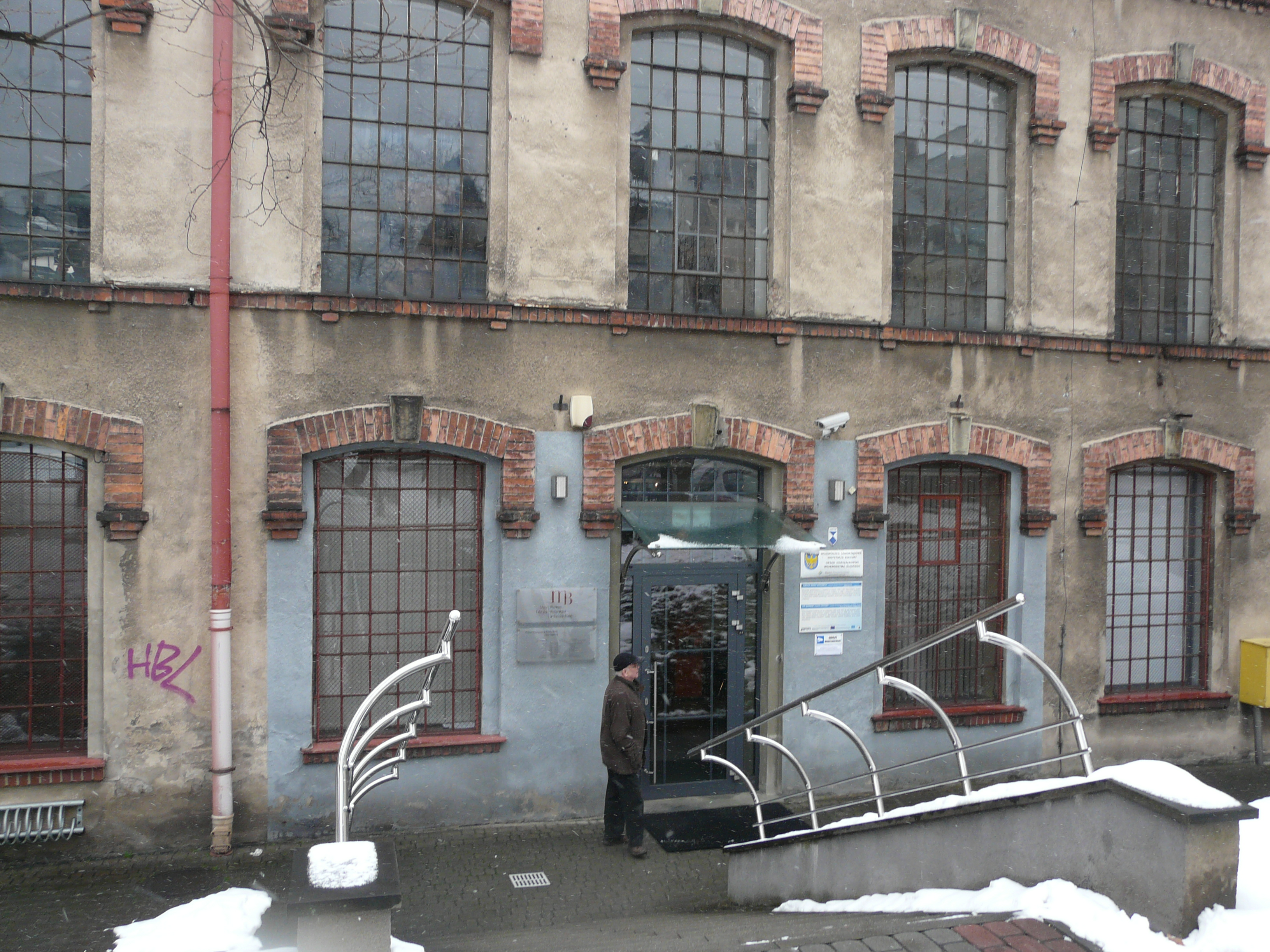
Detal elewacji i wejście do muzeum

Pod koniec lat 30. XX wieku fabryka, której polska nazwa brzmiała wtedy Karola Büttnera Synowie, zatrudniała 150 pracowników i zajmowała znaczną część kwartału pomiędzy ulicą Piłsudskiego (współcześnie 1 Maja), Sukienniczą oraz placem Żwirki i Wigury. Prudukowano w niej sukna, szewioty i kamgarny. Dzisiejszy budynek muzealny znajdował się w środku kompleksu, otoczony innymi zabudowaniami. W 1937 wzniesiono w sąsiedztwie nową halę warsztatową, dokonano także nadbudowy jednej z oficyn, gdzie współcześnie mieszczą się biura muzeum. 
Rodzina Büttnerów opuściła Bielsko w 1945. Fabryka została upaństwowiona i po kilku reorganizacjach włączona w 1950 w skład Zakładów Przemysłu Wełnianego im. Leona Laska, które w 1965 przyjęły nazwę handlową „Bewelana”. Od tej pory dawna fabryka Büttnerów była znana jako Zakład B/A „Bewelany”. W latach 1973–1974 w związku z budową nowej trasy przelotowej przez centrum miasta dokonano w najbliższym sąsiedztwie szeregu wyburzeń (zob. Bazary Zamkowe). Znajdująca się dotąd w głębi kwartału hala została odsłonięta i stała się elementem nowej linii zabudowy placu Żwirki i Wigury. Jako obiekt przemysłowy funkcjonowała do lat 80. XX wieku, gdy przekazano ją organizowanemu wówczas Muzeum Techniki Włókienniczej.

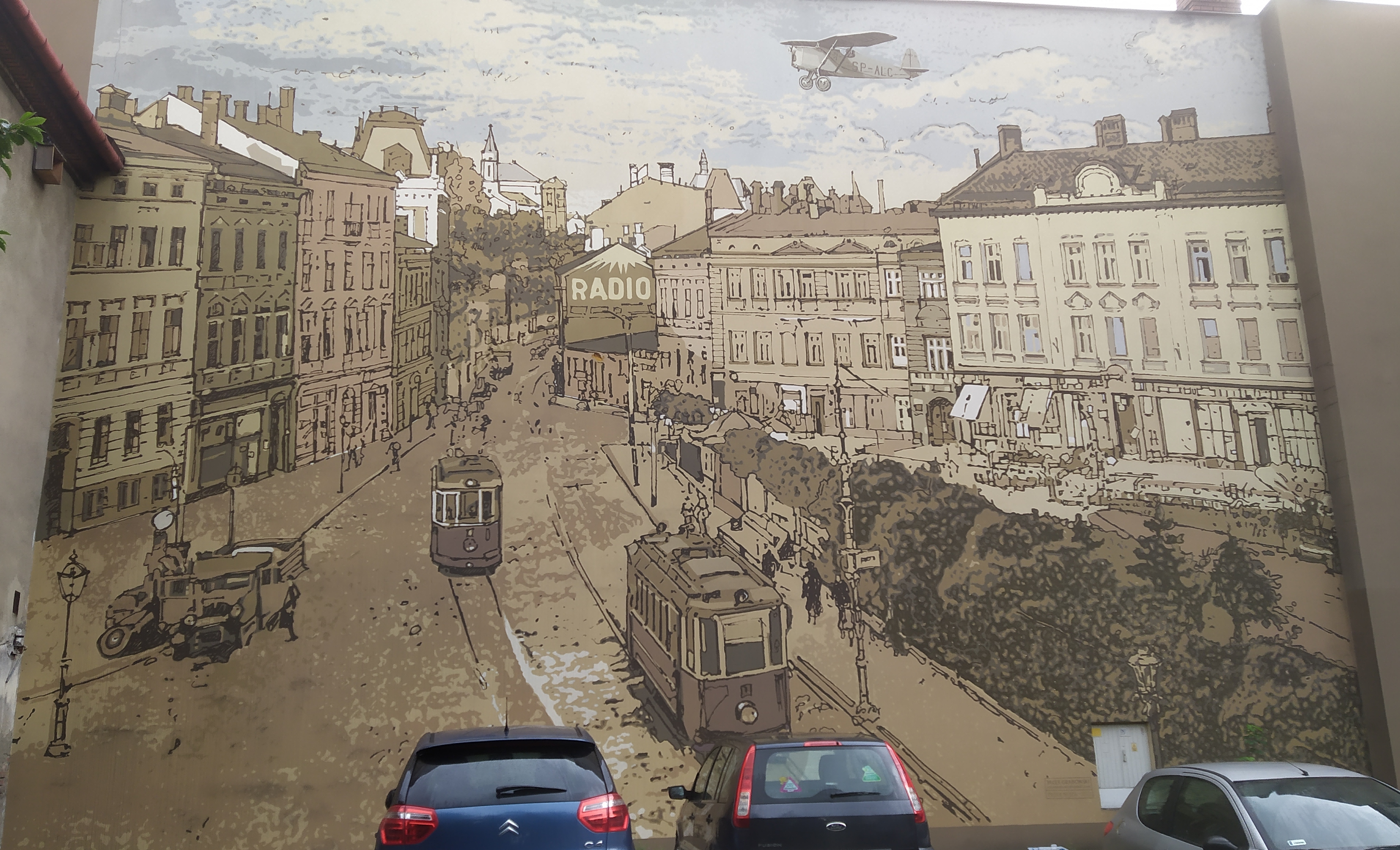
Mural upamiętniający bielskie tramwaje

Jest to budynek dwukondygnacyjny z poddaszem użytkowym, kryty dachem dwuspadowym. Ma tynkowaną elewację ze skromnym ceglanym detalem architektonicznym w postaci gzymsów międzykondygnacyjnych oraz łuków nadokiennych z kamiennymi kluczami. Podczas Industriady 2014 na ślepej ścianie północnej powstał mural pod tytułem m-city 744 autorstwa Mariusza Warasa nawiązujący bezpośrednio do działalności muzeum. Na ścianie przylegającej do budynku od południowego zachodu widnieje od 2013 mural upamiętniający bielskie tramwaje autorstwa Jacka Grabowskiego i Piotra Wisły oparty na archiwalnym wizerunku placu Żwirki i Wigury z okresu międzywojennego.

## Ekspozycja

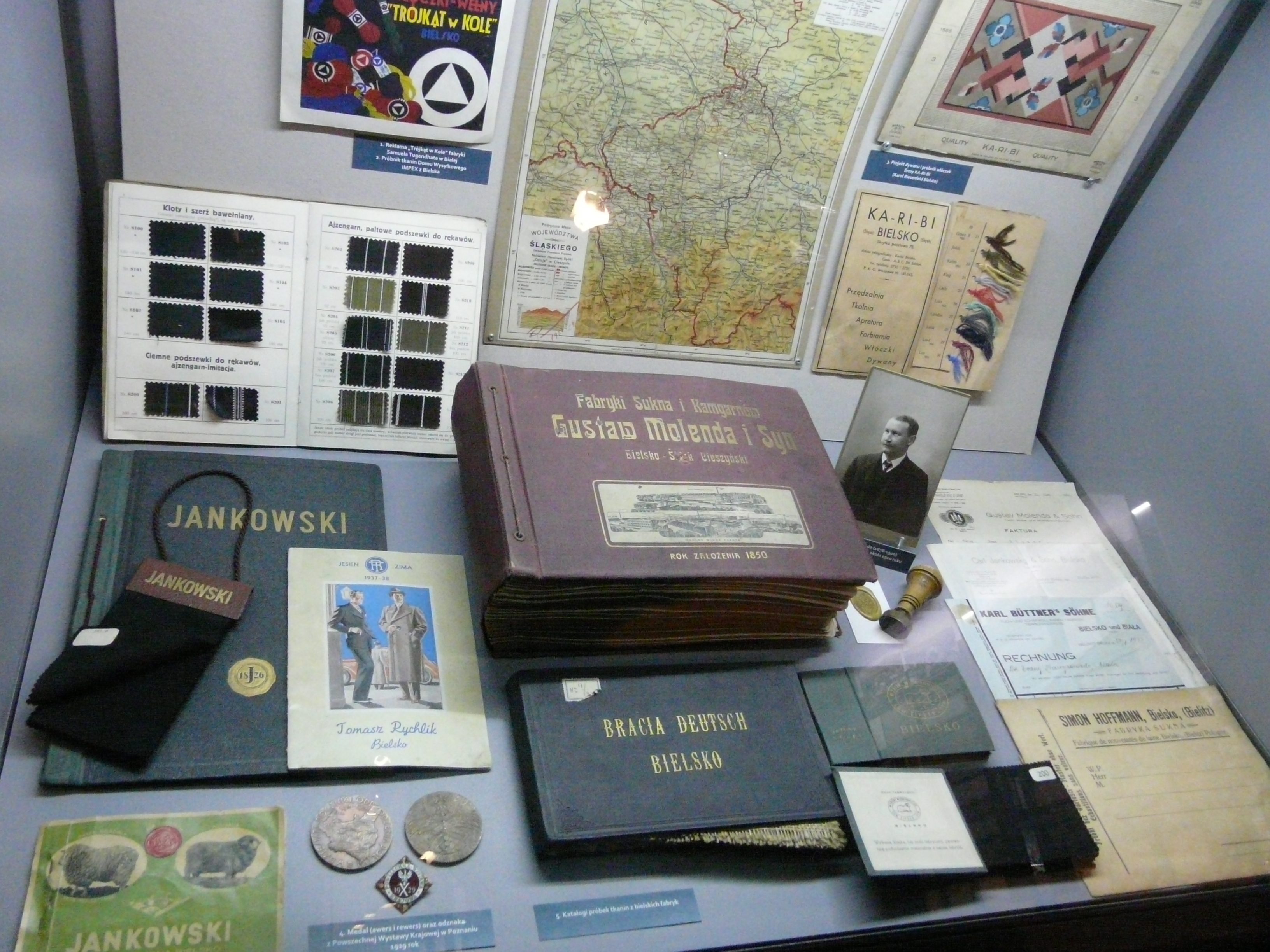
Katalogi próbek tkanin z bielskich fabryk z okresu międzywojennego – fragment wystawy Od włókiennictwa do małego fiata

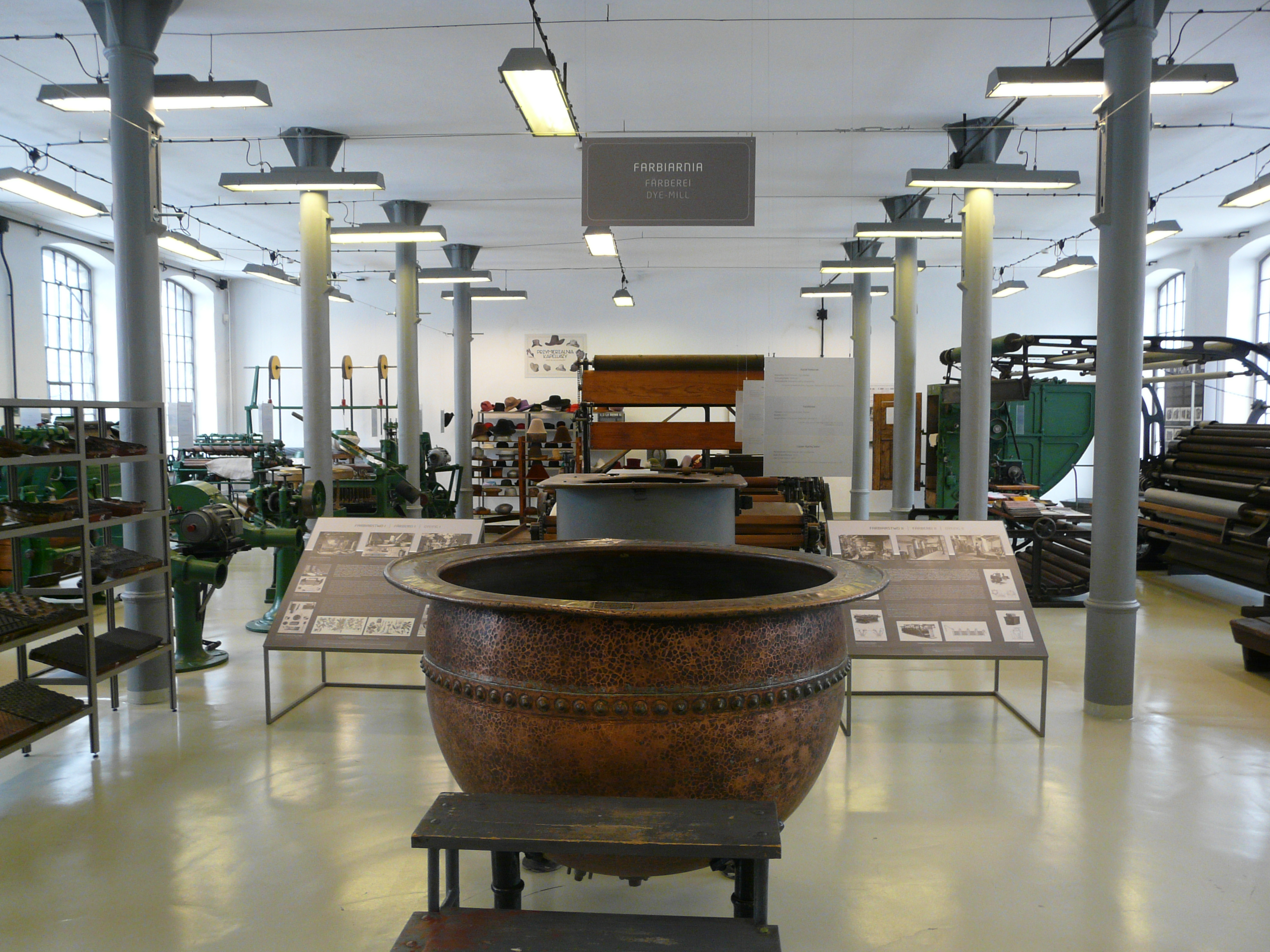
Fragment ekspozycji Wilk, selfaktor, postrzygarka: farbiarnia. Na pierwszym planie kocioł farbiarski z 1928 z fabryki Karol Ochsner i Syn

Wystawa stała podzielona jest na dwie główne części. Pierwszą z nich zatytułowano Od włókiennictwa do małego fiata. Przemysł Bielska-Białej w XIX i XX wieku i poświęcono przekrojowemu przedstawieniu dziejów przemysłu w dwumieście. Wśród eksponatów znajdują się tu oryginalne dokumenty, książki, prospekty reklamowe, medale, akcesoria techniczne itp. artefakty związane z działalnością poszczególnych przedsiębiorstw. Planszom informacyjnym towarzyszą dawne widoki zakładów przemysłowych, portrety fabrykantów, reklamy czy wielkoformatowa reprodukcja planu Bielska i Białej z 1904, na którym zaznaczono lokalizacje ówczesnych zakładów. W tak zwanej ślusarni zgromadzone zostały pamiątki związane z branżą metalową i maszynową, m.in. zabytkowa tokarka czy wiertarki kolumnowe. Charakterystycznym eksponatem przypominającym o historii bielskiej Fabryki Samochodów Małolitrażowych jest odrestaurowany Fiat 126p z roku 1977. Część ekspozycji poświęcona została również dziejom samej fabryki Büttnerów, w której ulokowane jest muzeum. 
Druga część wystawy stałej nosi nazwę Wilk, selfaktor, postrzygarka... Dawna technika włókiennicza. Tworzy ją kolekcja historycznych maszyn i urządzeń włókienniczych. Ekspozycja podzielona jest na cztery sale, które mają odpowiadać poszczególnym etapom procesu technologicznego wyrobu tkanin wełnianych: przędzalnia, oddział przygotowawczy tkalni wraz z kantorem mistrza i laboratorium, tkalnia oraz wykańczalnia z farbiarnią. Najstarszym eksponatem jest krosno tkackie z końca XVIII wieku, najnowsze pochodzą z lat 70. XX wieku. W ostatniej części zgromadzono również kolekcję maszyn wykorzystywanych w produkcji kapeluszy filcowych. 
Klatka schodowa łącząca parter i pierwsze piętro ozdobiona jest wielkoformatowymi reprodukcjami fotografii i pocztówek przedstawiających Bielsko i Białą na początku XX wieku.